# 成都车展
成都国际汽车展览會簡稱成都車展，是中華人民共和國四川省成都市的一個汽车展览会。

## 历史
由成都市人民政府主办，创立于1998年，每年舉辦一屆。該車展在成都国际会议展览中心舉行。2009年第十二届成都车展時成都車展规格定位为中國A级车展，同時被中国贸促会汽车行业分会认定为中國第四大最具影响力的车展。